# Філліпс (Мен)
Філліпс (англ. Phillips) — місто (англ. town) в США, в окрузі Франклін штату Мен. Населення — 898 осіб (2020).

## Демографія
Згідно з переписом 2010 року, у місті мешкало 1028 осіб у 454 домогосподарствах у складі 284 родин. Було 668 помешкань
Расовий склад населення:
| - 97,7 % — білих - 0,3 % — азіатів - 0,2 % — чорних або афроамериканців |

До двох чи більше рас належало 1,8 %. Частка іспаномовних становила 1,1 % від усіх жителів.
За віковим діапазоном населення розподілялося таким чином: 21,7 % — особи молодші 18 років, 62,2 % — особи у віці 18—64 років, 16,1 % — особи у віці 65 років та старші. Медіана віку мешканця становила 45,5 року. На 100 осіб жіночої статі у місті припадало 94,7 чоловіків;  на 100 жінок у віці від 18 років та старших — 95,9 чоловіків також старших 18 років.
Середній дохід на одне домашнє господарство  становив 47 331 долар США (медіана — 38 854), а середній дохід на одну сім'ю — 51 155 доларів (медіана — 43 750). Медіана доходів становила 50 781 долар для чоловіків та 35 188 доларів для жінок. За межею бідності перебувало 17,9 % осіб, у тому числі 14,7 % дітей у віці до 18 років та 6,7 % осіб у віці 65 років та старших.
Цивільне працевлаштоване населення становило 399 осіб. Основні галузі зайнятості: освіта, охорона здоров'я та соціальна допомога — 20,1 %, сільське господарство, лісництво, риболовля — 14,8 %, виробництво — 13,8 %.